# Michelbühel
Der Michelbühel ist ein 999 m ü. A. hoher Pass im südlichen Mostviertel in Niederösterreich, in der Nähe des steirischen Mariazell.
Der Pass liegt zwischen den St. Aegyder Ortschaften Gscheid südlich und Ulreichsberg westlich und bindet damit diesen abgelegeneren Ort an das Gemeindegebiet an (über das Kernhofer Gscheid). Michelbühl heißt auch ein Haus oberhalb des Passes, die Häuser auf der Gscheider Seite heißen Tobiasl.
Südlich kommt der Quelllauf der Salza in die Talung, westlich rinnt der Karnerbach nach Ulreichsberg, und geht dann über die Walster der Salza im Halltal zu.
Der Michelbühel verbindet den Ulreichsberg (Hoher, 1276 m ü. A.) mit dem Traisenberg (Enzian 1230 m ü. A.), zwei voralpine Bergzüge der Türnitzer Alpen (Gruppe Traisenberg–Sulzberg). Der Gipfel direkt westlich ist ein 1139 m ü. A. hoher Ausläufer des Ulreichsberg-Kamms, östlich der etwa 1188 m hohe Trariegel.
Nördlich erheben sich die Felskämme Burgmauer (1215 m ü. A.) und Karnermauer (1176 m ü. A.).
Über den Michelbühel führt die 13,7 km lange Landesstraße L101 von der Mariazeller Straße (B 20) nächst Annaberg über Pfarralm und Ulreichsberg zur Gutensteiner Straße (B 21) in Gscheid. Über den Pass verläuft auch der Traisental-Radweg.